# Phymatopus
Genre
Phymatopus est un genre d'insectes lépidoptères (papillons) de la famille des Hepialidae.

## Liste des espèces
Selon funet :
- Phymatopus behrensi (Stretch, 1872)
- Phymatopus californicus (Boisduval, 1868)
- Phymatopus hecta (Linnaeus, 1758) - seule espèce européenne
- Phymatopus hecticus (Bang-Haas, 1927)
- Phymatopus hectoides (Boisduval, 1868)
- Phymatopus japonicus Inoue, 1982